# Park Narodowy „Mieszczora”
Park Narodowy „Mieszczera” (ros. Hациональный парк «Мещера») – park narodowy w południowo-wschodniej części obwodu włodzimierskiego, w rejonie guś-chrustalnym, przy granicy z obwodem moskiewskim. Od południa do parku przylega Mieszczorski Park Narodowy, znajdujący się w granicach obwodu riazańskiego.
Park został utworzony w 1992 roku. w celu ochrony kompleksu przyrodniczego Niziny Mieszczorskiej. Park narodowy obejmuje blisko 1189 km² gruntów, z których 61% jest ściśle chronionych, natomiast 39% jest przeznaczone na różnego rodzaju działalność rekreacyjno-turystyczną. Mimo że w parku żyje kilkadziesiąt gatunków zwierząt powszechnie zamieszkujących tereny całej europy i nie są one zaliczane do grup zagrożonych wyginięciem. 
W parku znajduje się około 520 gatunków motyli, oraz 149 gatunków z rodziny ryjkowcowatych, spotyka się tu także wiele gatunków roślin i zwierząt wymienianych w Czerwonej Księdze Rosji, wśród nich m.in.:

## Rośliny
- Kukułka bałtycka
- Kukuczka kapturkowata

## Zwierzęta
- Orzeł przedni
- Kulik wielki
- Orlik grubodzioby
- Gadożer
- Ostrygojad zwyczajny
- Rybitwa białoczelna
- Bielik
- Gęś mała
- Sokół wędrowny
- Rybołów
- Puchacz zwyczajny
- Bocian czarny
- Borowiec olbrzymi
- Wychuchol ukraiński